# (20787) Mitchfourman
(20787) Mitchfourman (2000 RZ71) – planetoida z pasa głównego asteroid okrążająca Słońce w ciągu 3,43 lat w średniej odległości 2,27 j.a. Odkryta 2 września 2000 roku.